# Giovanni Pasetti
Giovanni Pasetti (Mantova, 5 marzo 1958) è uno scrittore italiano.

## Biografia
Dal 1990 al 1993 è direttore editoriale della rivista La corte (in precedenza La corte di Mantova).
Per sette anni, dal 2004 al 2011, è presidente della Fondazione Mantova capitale europea dello spettacolo. Nello stesso periodo dirige per sei volte il festival "Teatro - Arlecchino d'oro" e per sette la stagione teatrale mantovana.
Conferenziere e studioso d'arte, ha pubblicato oltre venti opere.
Dal 2018 al 2020 è consigliere comunale a Mantova con delega alla Cultura.
Dal 2023 è vicepresidente della Fondazione Palazzo Te.

## Opere (selezione)
- Il Raggio di Luce: alcune questioni di scienza, edizioni La Corte (1992), ripubblicato nel 2013
- Il sangue e la coppa : itinerari graaliani nella Mantova matildica e gonzaghesca, con Giannino Giovannoni, edizioni Provincia di Mantova (1994)
- Il ciclo del Pisanello e la letteratura epica cavalleresca, edizioni Corraini (1998) ISBN 88-86250-76-2
- Giulio Romano : il genio e l'invenzione, edizioni Tre Lune (2008) ISBN 978-88-898321-7-2
- Il Sogno di Pico, edizioni Il Bottone (2010) ISBN 978-88-906242-1-6
- Albiera, edizioni Il Bottone (2010) ISBN 978-88-906242-2-3
- Modigliani e altre storie antiche, edizioni Il Bottone (2012) ISBN 978-88-906242-4-7
- Figure smarrite, Scripta edizioni (2020) ISBN 978-88-31933-65-0
- William & Giulio, Scripta edizioni (2021) ISBN 979-12-80581-00-6
- Il Duca di Atene, Vertigo edizioni (2024) ISBN 979-12-55371-15-1